# Túnel de Horta

El túnel de Horta es un antiguo proyecto de perforación de la sierra de Collserola para construir una salida por carretera hasta el Vallés. Este proyecto nunca fue ejecutado y actualmente se ha recuperado el proyecto pero como túnel ferroviario para conectar Barcelona y Sardañola del Vallés prolongando la línea Barcelona-Vallès.
Este túnel sería la prolongación de la línea Barcelona-Vallès desde la Estación de Plaza de Cataluña hasta Glòries para luego atravesar Collserola desde el barrio Horta hacia el Vallès.